# 음력 5월 22일
음력 5월 22일은 음력 5월의 22번째 날이다.

## 사건
- 1388년 - 위화도 회군이 일어나다. (양력 6월 26일)
- 2010년 - 인천대교 버스 추락 사고가 발생하면서 14명 사망.

## 탄생
- 1534년 - 조선 13대 국왕 조선 명종.
- 1619년 - 조선 17대 국왕 조선 효종.
- 1954년
  - 대한민국의 배우 정한용.
  - 대한민국의 희극인 이홍렬.
- 1963년 - 대한민국의 언론인 김의겸.
- 1981년 - 대한민국의 래퍼 디테오 (소울다이브, 브라운 후드).

## 사망
- 1801년 - 조선의 천주교 순교자 강완숙.

## 같이 보기
- 음력 360일: 1월 2월 3월 4월 5월 6월 7월 8월 9월 10월 11월 12월
- 전날:5월 21일 다음날:5월 23일 - 전달:4월 22일 다음달:6월 22일
- 양력:5월 22일
- 음력, 윤달